# ユーリー・ボイコ

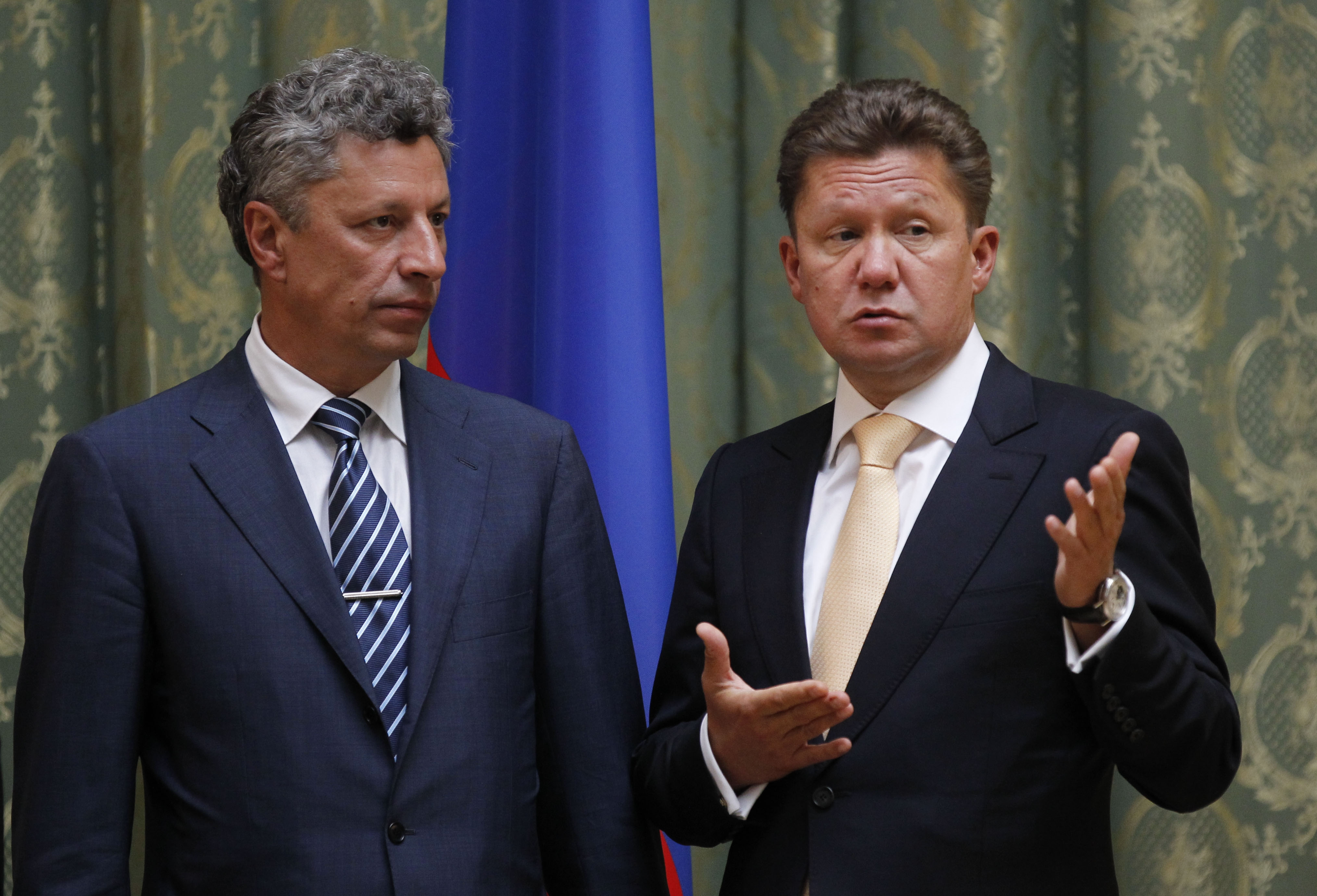
ユーリー・ボイコとアレクセイ・ミラー（2012年6月）

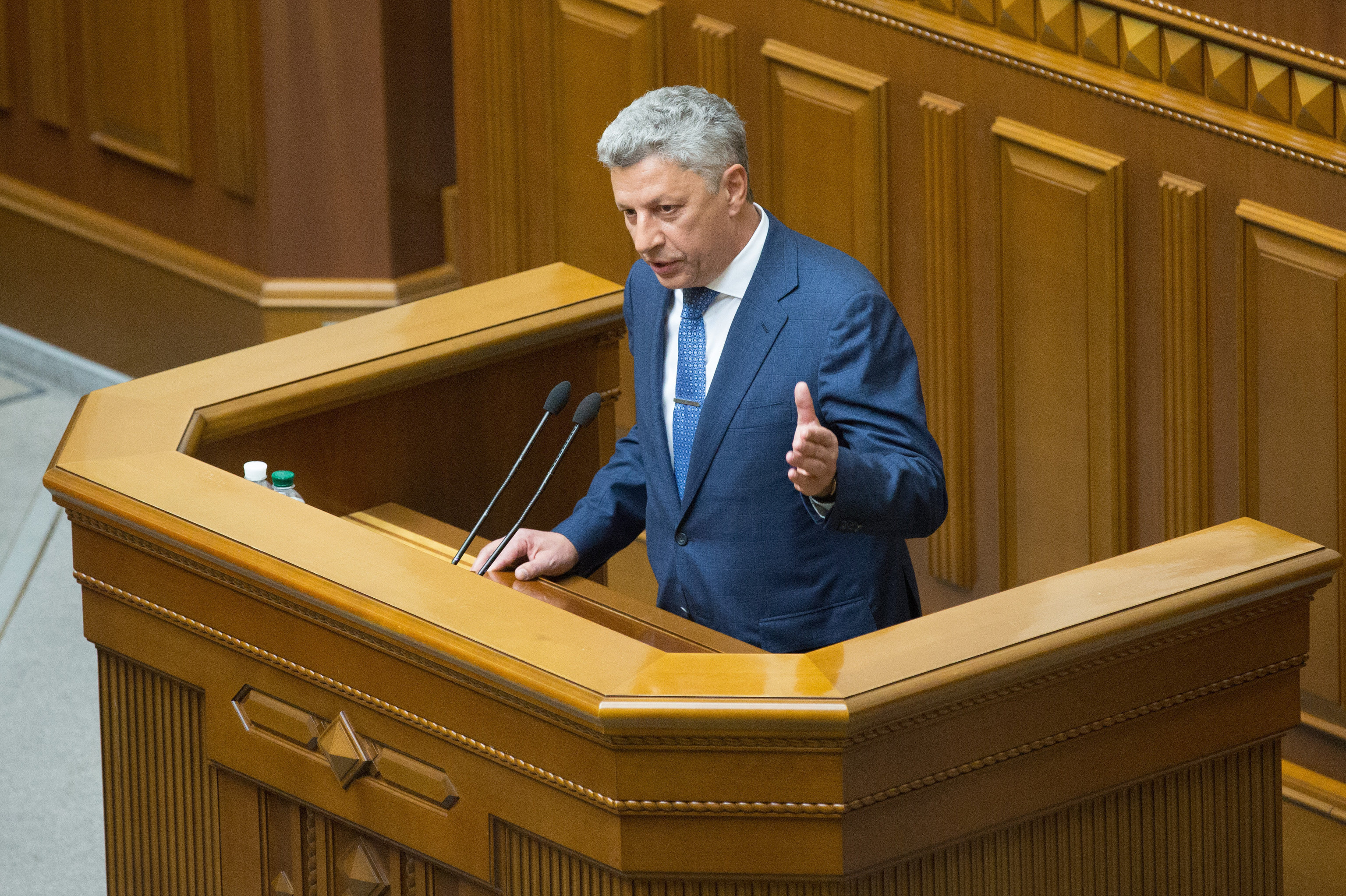
ウクライナ最高議会（ヴェルホーヴナ・ラーダ）におけるユーリー・ボイコ (2018年)

ユーリー・アナトリヨビッチ・ボイコ（ウクライナ語: Юрій Анатолійович Бойко、1958年10月9日生）は、ウクライナの政治家。2012年から2014年まで副首相を、2006年から2007年まで燃料・エネルギー相を務めた。2014年ウクライナ大統領選挙と2019年ウクライナ大統領選挙に出馬している。
2004年にウクライナ英雄となったボイコは、ウクライナ政界における親ロシア派の有力者と見なされていた。親ロシア政党である野党プラットフォーム・生活党の党首だったが、ロシアによるウクライナ侵攻を非難している。

## 出生と教育
ユーリー・ボイコは1958年10月9日、ドネツィク州のホールリウカで生まれた  。ボイコは1981年にロシアのメンデレーエフ化学技術大学（化学工学専攻）を卒業し、2001年に東ウクライナ国立大学（工学・経済学専攻）を卒業した 。

## 政治家として

### ヤヌコビッチ内閣
ヴィクトル・ヤヌコビッチ内閣では燃料・エネルギー担当の副大臣となった（2002年11月21日から2004年12月7日）。 2004年7月下旬、ロスウクルエネルゴの調整委員に任命された。 2005年4月23日、ウクライナ共和党（RPU）の代表に選出された。 2006年のウクライナ最高議会選挙では、ウクライナ共和党は野党ブロック「Ne Tak！」に参加したが、法定得票率の3％に達することができなかった。
2005年の夏、ヴィクトル・ユシチェンコ大統領は、ナフトガス時代の職権乱用でボイコが逮捕されるのを防いだ 。この逮捕はウクライナ保安庁のオレクサンドル・トゥルチノフによって命じられたものだった 。
2006年8月4日、燃料エネルギー大臣に任命された（ ヴィクトル・ヤヌコーヴィチ政権）。 2007年12月18日、ボイコは第6回議会の選挙に伴い、閣僚職を離れた

### アザロフ内閣
2007年11月 - 2010年3月：2007年のウクライナ最高議会選挙の結果、第6回議会ではボイコは地域党から選出された。
2010年3月11日、ボイコはウクライナ燃料エネルギー大臣に任命された（ミコラ・アザロフ政権） 。 2010年12月9日、ウクライナの中央省庁の再編により、ヤヌコビッチ大統領はボイコを燃料エネルギー大臣から解任し、エネルギー石炭産業大臣に任命した。
2012年12月24日、ボイコは環境、天然資源、エネルギー、石炭、産業政策を担当する副首相に任命された。 2013年5月23日、宇宙産業も職務に追加された。

### 2014年以降

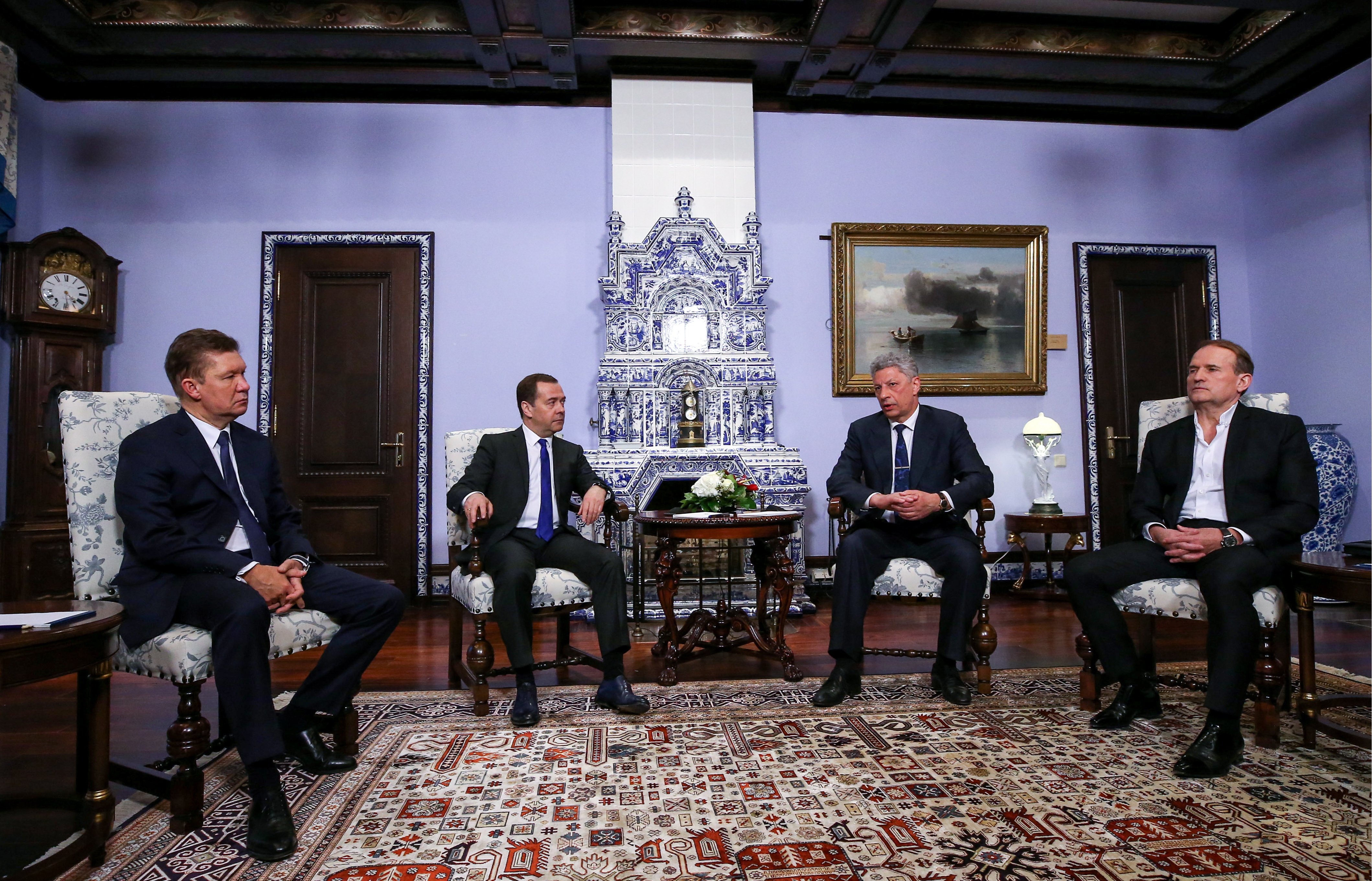
ロシア首相ドミートリー・メドヴェージェフ、ガスプロム会長アレクセイ・ミレル、ユーリー・ボイコ、ヴィクトル・メドヴェドチュクの会談

2014年3月29日、地域党は党大会でムィハーイロ・ドブキンを大統領候補に指名し 、2014年4月7日にはボイコを党から追放した。 2014年ウクライナ大統領選挙でのボイコの得票率は0.19％だった。
2014年ウクライナ議会選挙では議会に再選された。このときは野党ブロック党の名簿1位に記載された  。
2016年11月14日、ボイコは議会でオレグ・リャシュコから「クレムリンの手先」と呼ばれたことに激高して彼を殴打した 。
2018年11月9日、ボイコと生活党は、 2019年ウクライナ大統領選挙と同年の議会選挙において、野党プラットフォーム・生活党という名称の政策協定を結んだ 。同日、野党ブロック党の主要メンバーであるヴァジム・ノビンスキーとボリス・コレスニコフは、この合意はボイコの「個人的イニシアチブ」によるもので、生活党との協力関係については、党としては何の決定も下していないと主張した。
2018年11月17日、野党プラットフォーム・生活党は2019年ウクライナ大統領選挙の候補者としてボイコを指名した。3日後の2018年11月20日に「有権者を裏切った」として、ボイコは野党ブロック党から除名された。野党プラットフォーム・生活党によるボイコ擁立の正式決定は11月17日に発表された。野党プラットフォーム・生活党は2019年1月にはまだ政党として登録されていなかったため、大統領候補としてボイコを指名することができなかった 。したがって、2019年1月17日、ボイコは自薦候補者として登録するため、ウクライナ中央選挙委員会に文書を提出した。選挙では、ボイコは総投票数の11.67％を獲得、4位になった。

## 賞
- 2004年8月22日 - ウクライナの燃料エネルギー分野における卓越した貢献および長期的な取り組みに対して、 ウクライナ英雄と国家勲章を授与[22]
- 2003年5月22日 - ウクライナの石油およびガス産業の発展にかんする成果と重要な個人的貢献のためメリット勲章三等勲士[23]
- サロフ聖セラフィム勲章二等勲士[24]

## 私生活
結婚しており、妻のベラとともに6人の子供を育てている。ボイコはアイスホッケー、サッカーをプレイするほか、水上スキーやウィンドサーフィンを好む。
（ロシアとの関係に疑わしい点があると目されている）実業家のドミトロ・フィルタシュとは、「親しい仲」であるとされている   。